# Автошлях Т 1013
Автошлях Т 1013 — автомобільний шлях територіального значення в Київській області. Проходить територією Фастівського та Білоцерківського районів. Загальна довжина — 74,1 км.
Проходить через населені пункти Фастів, Бортники, Кожанка, Малополовецьке, Тарасівка, Великополовецьке, Пищики, Трушки, Яблунівка, Мала Сквирка, Городище-Пустоварівське, Михайлівка, Березна, Володарка.